# Сухој Су-30
Сухој Су-30 (рус. Сухой Су-30; НАТО класификација ) руски је двомоторни борбени авион, двосед, 4.+ генерације. Карактерише га супер-маневрабилност, велики радијус дејства, савремена опрема и мотори и опција са решењем управљања вектором потиска. Способан је за директно управљање формацијом пресретача, као командни авион и самостално, на великим удаљеностима од своје базе, у свим временским условима, дању и ноћу, ваздух-ваздух, ваздух-тло, а и у непријатељском ваздушном простору. Су-30 је настао даљим развојем авиона Су-27, а развио га је ОКБ Сухој. Производи га Уједињена авио-производна корпорација. Авион се производи у Руској Федерацији, велики је извозни успех, а продат је у десет земаља, у преко 500 примерака. У Иркутску је поред авиона за извоз, у току и производња 60 примерака за Руско ратно ваздухопловство, са роком испоруке до 2016. године.
Оперативно искуство је показало да савремени авион једносед прекомерно оптерећује пилота, поготово при већим растојањима од базе до места борбеног дејства. За главне радње, при вођењу борбе, а то су маневрисање и истовремено управљање сложеним оружјем, пилот је већ истрошен претходним дугим летом. Поред тога, напредне функције код савремених авиона на кабинској инструменталној табли електронских система су веома бројне, што један пилот при маневрисању у борби физички тешко може у потпуности да прати и управља њима. За превазилажење овог недостатка потребан је и други члан посаде, због чега је уведена друга кабина са свим командама и функцијама као у првој, са неопходном допуном за командни авион.

## Тактичко-технички захтеви
Обезбеђење превласти у ваздушном простору изнад пространстава совјетског севера и Далеког истока био је један од главних задатака ПВО Црвене армије. Многобројни аеродроми који не испуњавају ни основне стандарде, а поготово не у тешким климатским условима, ставили су пред ваздухопловну индустрију тежак задатак да обезбеди ловачке авионе великог радијуса дејства, опремљене квалитетном навигацијском опремом и способне за самостално извршавање задатака. Повољна искуства у оперативној употреби авиона Су-27УБ показала су да тај авион по својим особинама одговара захтевима дуготрајног патролирања и да је одлична основа за наменску надоградњу у циљу развоја одговарајуће варијанте. Захтевима је дефинисана намена противваздухопловне одбране, са авионом велике аутономије лета и великог радијуса дејства, за уништавање носача авиона, крстарећих ракета (непосредно после лансирања), ношење властитих крстарећих ракета у лету и свих других мисија, дању и ноћу, у тешким условима противелектронског дејства на територији непријатеља, вођење борбених операција појединачно или у формацијама, као и за директно управљање пресретачима у формацији, то јест, као командни авион.

## Развој
Рад на пројекту авиона двоседа Су-30 је почео у ОКБ Сухој средином осамдесетих година 20. века под руководством рус. И. В. Емельянов-а, репројектујући постојећи двосед Су-27УБ. Изграђена су два прототипа, а њихово испитивање извршено је у јесен 1988. године. Поред увођења друге кабине, повећана је количина унутрашњег горива и интегрисан је систем за пријем горива у лету, што је продужило трајање (аутономију) лета на 10 часова. Допуњено и осавремењено му је наоружање. Први серијски примерак Су-30 полетео је 14. априла 1992. године.
Допуњена је опрема авиона тактичким приказивачем, у другој кабини, на инструменталној табли командира формације ловачких авиона. Интегрисан је пулсирајући-доплер радар и комуникациони систем КДЛУЭ, што користе командни авиони у пружању смерница, истовремено за четири пресретача Су-27, у формацији. Уређај за везу и навођење обезбеђује пријем података, као што су координате и карактеристике циљева и положај ловаца Су-27, у формацији. Подаци стижу из оперативног центра система ПВО и осматрачких радарских станица А-50, у лету. Напреднији навигацијски систем, значајно је побољшао и олакшао навигацију у мисији патролирања. Таква борбена формација, осим директног супротстављања противничким авионима, може да блокира претпостављене правце лета крстарећих ракета. У подели одговорности између чланова посаде, пилот Су-30 на првом седишту је задужен за управљање авионом и наоружањем као и за вођење ваздушне борбе на малим удаљеностима, а командир, на другом седишту, осим вођења групне ваздушне борбе, одлучује о употреби ракета већег домета против циљева изван визуелног контакта, на дистанци.

## Пројекат
Главна карактеристика, која доприноси успеху пројекта Су-27, његова је аеродинамичка конфигурација, позната као „интегрисана аеродинамичка конфигурација“. Ова конфигурација је једна од најуспешнијих интеграција крила и трупа, у јединствено аеродинамичко тело. Трапезно крило мале виткости, стапа се у средњи део трупа, стварајући јединствено складно узгонско тело, што је у потпуности пренето и на Су-30.
На авиону су електричне команде лета (СДУ-10), са релаксираном резервом статичке стабилности, око нуле. Системом електричних команди лета управља се пропињање и нагиб, обезбеђује се оптимална стабилност и управљивост авиона за пилота, повећавају се аеродинамичке перформансе, ограничава се преоптерећење и нападни угао, што омогућује оптимизацију при димензионисању структуре, па и мање масе.
Погоне га два двопроточна мотора АЛ-31Ф, одвојено уграђена, значајно размакнута испод јединственог узгонског тела. Усисници су такође размакнути. Поседује два вертикална репа, постављена бочно на задњи део трупа и одвојене целообртне површине хоризонталног репа. Аеродинамичне кочнице, налазе се близу тежишта авиона, иза пилотске кабине. Стајни трап је типа трицикл, са по једним точком на свакој главној нози, код авиона Су-27 и Су-27УБ. Носни точак је опремљен са заштитним блатобраном, ради заштите од оштећења.

### Карактеристике лета
Интегрисана аеродинамичка конфигурација, у комбинацији са управљањем вектором потиска, резултира у карактеристикама супер покретљивости и јединственог полетања и слетања. Опремљен са системом дигиталних електричних команди лета, Су-30 је у стању да обавља неке веома напредне маневре, укључујући Пугачеву кобру и клизање на реп. Ови маневри брзо успоравају авион, узрокујући губљење ловца као циља, јер релативна брзина авиона падне испод прага, где се сигнал не региструје на радару. 

### Погон
Погон авиона сачињавају два двопроточна мотора Сатурн АЛ-31Ф, мале двопроточности, напајана ваздухом помоћу два одвојена усисника који су прави канали променљиве геометрије у функцији Маховог броја лета, са минималним губицима. Сваки мотор може да развије потисак од 123 kN, са допунским сагоревањем, с чиме обезбеђује М=2 на оптималној висини лета, а брзину од 1.350 km/h на малој висини. Обезбеђено му је 5.270 kg унутрашњег горива, Су-30МК поседује аутономију лета до 4,5 сата борбене мисије, са долетом од 3.000 km. При допуњавању горива у току лета повећава се долет до 5.200 km или трајање лета до 10 сати крстарења на оптималној висини.

### Опрема
У оквиру импозантне опремљености, авион поседује ефикасан аутопилот у свима фазама лета, укључујући мале висине пратећи конфигурацију терена, следећи начин рада радара и при извршавању борбених задатака ваздух-ваздух и ваздух-тло, самостално и у формацији четири ловца. Аутоматски систем контроле повезане са навигационим системом осигурава руту лета, приступ циљу, повратак до аеродрома и слетања у аутоматском режиму.
| Преглед опреме | | |
| - Систем управљања дејством оружја (ватром) - Систем управљања дејством оружја ваздух-ваздух - Радарско претраживање и праћење - IRST и ласерски даљиномер - Станица за оптичко претраживање и праћење - Кацига пилота са нишанским приказивачем циља - Широкоугаони HUD (горњи нишански приказивач) - IFF систем питача - Системом за управљање дејством оружја ваздух-тло - Вишенаменски LCD приказивачи у боји - Дигитални рачунар - GPS систем сателитске навигације - Систем управљања оружјем - Систем даљинског управљања авионом | - IFF систем предајника - Систем напајање антена - Навигациони систем лета - Дигитални рачунар - Став и позиција референтног система - Радио-технички систем за навигацију, кратког домета - GPS систем - Аутопилот - Систем ваздушних података - Систем обраде података и приказ висине и брзине лета - Опрема електронских противмера - Радар за упозорење и пријемник са померањем границе - IC и противрадарски мамци - Предајник радио ометача (у контејнеру) | - Комуникациони систем - Група VHF и UHF комуникацијских примопредајника - Група SW радио комуникацијских примопредајника - Систем аутоматског управљања - Интегрисани систем упозорења посаде, на табли за управљање - Опрема за снимање информација о лету - Опрема за хитно упозоравајуће стање - Систем за видео снимање - Управљање на табли са видео снимањем - Предња видео камера - Видео управљач - Одговарач авиона - Систем навођења телекомандом - Контејнер са системом FIRST и ласерским даљиномером |

### Наоружање
Преглед наоружања
- Топ: ГШ-30-1 калибра 30 mm, бојеви комплет 150 граната.
- Тачака подвешавања: 12
- Спољна носивост: 8.000 kg
- Подвесно наоружање:
  - 6 вођених ракета средњег домета Р-77, Р-27Р или Р-27ЭР, Р-27Т или Р-27ЭТ с ТГС и 6 ракета за блиску борбу Р-73 с ТГС.
  - Слободнопадајуће бомбе масе по 500 kg (до 8 пример.) или по 250 kg (28 пример.).
  - Контејнера КМГ (до 7 пример.) или лансера НАР, са невођеним ракетама С-13 и С-8 (до 4 пример.).
  - Могуће су различите комбинације вођеног и невођеног наоружања различите класе.

## Варијанте
У производним погонима КНААПО, производе се варијанте: Су-30М2, Су-30МК2, Су-30МКВ, Су-30МКК, Су-30МК2-В, Су-30МК2-И и Су-30МК2-V. У производним погонима „Иркут“, производе се варијанте: Су-30МКИ, Су-30МКИ(А), Су-30МКМ и Су-30СМ. У зависности од земље наручиоца и специфичних захтева, у називу авиона су додатна слова или бројеви.
- Су-30К - комерцијална верзија двоседа пресретача на основу Су-27УБ, са системом пуњења горива у лету и сателитском навигацијом (GPS, ГЛОНАСС). Први лет је направио 1993. године. Мотори су му АЛ-31Ф. Ограничена унутрашња запремина ваздухоплова није дозвољавала жељени избор и уградњу потребне опреме, што је изнудило њену интеграцију у спољне контејнере и заузимање спољних носача. Ово укључује систем за ласерско откривање и даљиномер, за потребе ласерски вођеног оружја и IC камере за детектовање циљева у инфрацрвеном спектру, која ради и ноћу и у неповољним временским условима. Авион је опремљен седиштем К-36ДМ, постављеним под нагибом од 30°. Према борбеним карактеристикама Су-30К може додатно да се користи изнад мора и изнад копна (ваздух-тло), са прецизно вођеним оружјем, домета до 250 km. Широк спектар оружја, омогућује му дејство по разним циљевима на копну и мору. Су-30К је у могућности да додатно користи високо прецизно тактичко оружје ваздух-тло - противбродске ракете Х-31А, противрадарске ракете Х-31П, ракете дугог домета са ТВ навођењем Х-59М, ракете кратког домета Х-29Т, вођене авио-бомбе КАБ-500 и КАБ-1500. За повећање ефикасности у решавању проблема стицања супериорности у ваздушном простору, користи ракете средњег домета АГСН РВВ-АЕ (Р-77).[14][15][16]
- Су-30МК (модернизована, комерцијална верзија) - Авион двосед за подршку, намењен за извоз. Први лет је направио 1993. године. Проширен му је асортиман оружја: Р-77, Х-31, Х-29, Х-59М. Повећана му је максимална маса полетања и борбени терет, ранији ресурс змаја је повећан од 2.000 на 3.000 часова, а мотора - од 900 до 1.500 часова.[12][17]
- Су-30МКИ (модернизовани, за извоз у Индију) - Први лет прототипа је направљен 1997. године. Вишенаменски ловац, са паралелно (удвојено) примењеним канардима и хоризонталним репом, а мотор са управљањем с потиском (АЛ-31ФП), опремом обезбеђеном у оквиру међународне сарадње Русија - Француска - Израел - Индија, са новим радаром Н011М, пасивног електронског скенирања и повећаног домета у задацима ваздух-ваздух и ваздух-тло.[18]
- Су-30КН (комерцијална, нова верзија) - двоседи ловац. Су-30К је унапређеном опремом и радарском структуром, додатним самосталним каналом радара са ФАР „Перо“. Први лет је направио 1999. године. Пријемник А-737 сателитског навигационог система са подршком за ГЛОНАСС и NAVSTAR. Радару Н011М је додат рачунар за мапирање тла и покретних циљева. Обе кабине су поседовале конвенционалне телевизијске екране, замењени су са приказивачима од течног кристала у боји (мултифункционални приказивачи, величина 5к5 инча) МФИ-55. Систему управљања оружјем (СУО) додат је рачунар МВК за повезивање са новим опто-електронским системом вођења ракета ваздух-ваздух и ваздух-земља: Р-77, Х-31, Х-59, Х-29.[19]
- Су-30МКК - модернизована, комерцијална верзија за Кину. Су-30МКК је ловац двосед са побољшаном ефикасношћу дејства ваздух-земља, интегрисан је радар Н001ВЕ. Погон са моторима АЛ-31Ф. Први лет је направио у 1999. години.[20]
- Су-30МКИ(А) - модернизована, комерцијална Индијска верзијаСу-30МК за Алжир. Интегрисан је радар Н011М, а први лет је направљен 2007. године.[21][22]
- Су-30МКМ - модернизована, комерцијална малезијска верзија Су-30МК. На основу верзије Су-30МКИ, са радаром Н011М.[22]
- Су-30МКВ - модернизована, комерцијална верзија за Вијетнам.[23]
- Су-30МК2 - модернизована, комерцијална, верзија 2, унапређена вагијанта Су-30МК. Први лет је направио 2002. године, Са моторима Ал-31Ф и радаром Н001. Наоружање: 6 пројектила РВВ-АЕ/Р-27/Р-73/Х-29/Х-31, у репном делу трупа је контејнер.[22] Извозна цена је око 50 милиона америчких долара.[24]
- Су-30МК2-V - модернизована, комерцијална верзија Су-30МК2 за Венецуелу.
- Су-30М2 - модернизована, верзија Су-30МК2, намењена за Руско ваздухопловство. Фабричка испитивања у лету су завршена, у 2010. години.[25]
- Су-30СМ - модернизована верзија авиона Су-30МКИ за Руско ваздухопловство, са моторима Ал-31ФП. Први лет је направио 21. септембра 2012. Од 2014. године. Руско ратно ваздухопловство је поручило 60 примерака Су-30СМ.[26]

## Оперативна употреба

### Сирија
Неколико авиона Су-30 СМС је послато у Сирију у функцији руске војне интервенције против терористичке исламске организације у Сирији, са наменом да прате бомбардере при извршавању њихових мисија. Су-30СМ су лоцирани на аеродрому у Латакији, у септембру 2015. године. Сматра се да у остваривању ових задатака учествују 4 летелице Су-30СМ. После обарања Су-24, 23. новембара 2015. године, од стране турских F-16 успостављена је пратња бомбардера са Су-30 СМС.

### Рат у Украјини
Од почетка сукоба 2022. године, ВВС Русије користи Су-30СМ и Су-30СМ1 против украјинских снага. ВВС Русије су имале губитке у сукобу.

## Корисници авионаСу-30
Авион Су-30 је велики извозни успех, а продат је у десет земаља, у преко 500 примерака.
| Корисници авиона Сухој Су-30 | Корисници авиона Сухој Су-30 |
| --- | --- |
| Алжир – Алжирско ваздухопловство поседује 44 примерка авиона Су-30МКИ, у оперативној употреби и 14 Су-30 СМС очекују да им се испоруче. | Ангола – Анголско ваздухопловство је уговорило 18 примерака ловаца Су-30К, 16. октобра 2013. године. Ови су авиони првобитно били испоручени Индији у 1990. години, па су се вратили у Русију 2007. |
| Кина – Ратно ваздухопловство и морнарица Кине располажу са укупно 76 Су-30МКК и 24 Су-30МК2. | Венецуела – Ратно ваздухопловство и влада Венецуеле саопштили су 14. јуна 2006. године да су купљена 24 авиона Су-30МК2. Прва два су стигла почетком децембра 2006. године, док су 8 уведени у оперативну употребу током 2007. године. Преосталих 14 јединица стигло је 2008. године. Наредну партију од 12 јединица Су-30МКВ је такође разматрана у 2009. години, никада није настављено. У октобру 2015. године, Венецуела је најавила куповину још 12 примерака Су-30МК2.                                                                                                  |
| Индија – Индијско ратно ваздухопловство располаже са 200 примерака Су-30МКИ, од августа 2014. године. | Венецуела – Ратно ваздухопловство и влада Венецуеле саопштили су 14. јуна 2006. године да су купљена 24 авиона Су-30МК2. Прва два су стигла почетком децембра 2006. године, док су 8 уведени у оперативну употребу током 2007. године. Преосталих 14 јединица стигло је 2008. године. Наредну партију од 12 јединица Су-30МКВ је такође разматрана у 2009. години, никада није настављено. У октобру 2015. године, Венецуела је најавила куповину још 12 примерака Су-30МК2.                                                                                                  |
| Индонезија – Ратно ваздухопловство Индонезије увело је у оперативну употребу комбиновано 11 примерака авиона варијанти Су-30МК / МК2. Комплетирали су опремање у септембру 2013. године. | Венецуела – Ратно ваздухопловство и влада Венецуеле саопштили су 14. јуна 2006. године да су купљена 24 авиона Су-30МК2. Прва два су стигла почетком децембра 2006. године, док су 8 уведени у оперативну употребу током 2007. године. Преосталих 14 јединица стигло је 2008. године. Наредну партију од 12 јединица Су-30МКВ је такође разматрана у 2009. години, никада није настављено. У октобру 2015. године, Венецуела је најавила куповину још 12 примерака Су-30МК2.                                                                                                  |
| Су-30 Ратног ваздухопловства Индонезије. | Су-30 Ратног ваздухопловства Венецуеле. |
| Ирак – Ратно ваздухопловство Ирака поседује 10 примерака Су-30К, јуна 2014. године. Добили су авионе Су-30К, који су претходно били у оперативној употреби у Индији. | Русија – Руско ратно ваздухопловство поседује 3 авиона Су-30, 16 Су-30М2 и 39 Су-30СМ, у новембру 2015. године. Поручено је 16 примерака Су-30М2, у децембру 2013. године, што прати претходну поруџбину за 4 авиона тог типа. Укупно је 69 примерака Су-30СМС по наруџбини у фебруару 2014. године, а испорука ће се завршити до 2016. године. У току је реализација другог дела уговора за испоруку 30 Су-30СМ, до 2016. године. Руско морнаричко ваздухопловство је уговорило 20 авиона Су-30СМС, а укупно је планирано 50. У току 2015. године је испоручено 8 примерака. |
| Уганда – Ратног ваздухопловства Уганде уговорило је 6 примерака Су-30МК2, 2010. године. Последњи два авиона су испоручена у јуну 2012. године. | Русија – Руско ратно ваздухопловство поседује 3 авиона Су-30, 16 Су-30М2 и 39 Су-30СМ, у новембру 2015. године. Поручено је 16 примерака Су-30М2, у децембру 2013. године, што прати претходну поруџбину за 4 авиона тог типа. Укупно је 69 примерака Су-30СМС по наруџбини у фебруару 2014. године, а испорука ће се завршити до 2016. године. У току је реализација другог дела уговора за испоруку 30 Су-30СМ, до 2016. године. Руско морнаричко ваздухопловство је уговорило 20 авиона Су-30СМС, а укупно је планирано 50. У току 2015. године је испоручено 8 примерака. |
| Казахстан – Казахстанско ратно ваздухопловство је уговорило ловце Су-30СМ у фебруару 2015. године. Прва 4 су испоручена почетком 2015. | Русија – Руско ратно ваздухопловство поседује 3 авиона Су-30, 16 Су-30М2 и 39 Су-30СМ, у новембру 2015. године. Поручено је 16 примерака Су-30М2, у децембру 2013. године, што прати претходну поруџбину за 4 авиона тог типа. Укупно је 69 примерака Су-30СМС по наруџбини у фебруару 2014. године, а испорука ће се завршити до 2016. године. У току је реализација другог дела уговора за испоруку 30 Су-30СМ, до 2016. године. Руско морнаричко ваздухопловство је уговорило 20 авиона Су-30СМС, а укупно је планирано 50. У току 2015. године је испоручено 8 примерака. |
| Вијетнам – Ратно ваздухопловство Вијетнама поседује 4 примерка Су-30МК и 20 Су-30МК2В, 2013. године. Вијетнам је наводно потписао уговор за још 12 Су-30МК2 у 2009. години, али је уговор смањен на 8 примерака. Русија је саопштила, 21. августа 2013. године, да ће испоручити још 12 Су-30МК2 у износу од 450 милиона $ по уговору, са роком испоруке до краја 2015. године. | Корисници авиона Су-30 — тренутни корисници. |
| Малезија – Краљевско ратно ваздухопловство Малезије уговорили су 18 примерака Су-30МКМ, у мају 2003. године. Прва 2 примерка Су-30МКМ су званично предата у Иркутску 23. маја 2007. године, а стигли су у Малезију, 21. јуна. Тренутно је у оперативној употреби Ратног ваздухопловства Малезије 18 примерака Су-30МКМ.                                                         | Корисници авиона Су-30 — тренутни корисници. |

## Карактеристике фамилијеСу-30
| Упоредне карактеристике фамилије авиона Су-27 / Су-30 / Су-32 / Су-33 / Су-34 / Су-35         | Упоредне карактеристике фамилије авиона Су-27 / Су-30 / Су-32 / Су-33 / Су-34 / Су-35         | Упоредне карактеристике фамилије авиона Су-27 / Су-30 / Су-32 / Су-33 / Су-34 / Су-35 | Упоредне карактеристике фамилије авиона Су-27 / Су-30 / Су-32 / Су-33 / Су-34 / Су-35 | Упоредне карактеристике фамилије авиона Су-27 / Су-30 / Су-32 / Су-33 / Су-34 / Су-35 | Упоредне карактеристике фамилије авиона Су-27 / Су-30 / Су-32 / Су-33 / Су-34 / Су-35 | Упоредне карактеристике фамилије авиона Су-27 / Су-30 / Су-32 / Су-33 / Су-34 / Су-35 | Упоредне карактеристике фамилије авиона Су-27 / Су-30 / Су-32 / Су-33 / Су-34 / Су-35 | Упоредне карактеристике фамилије авиона Су-27 / Су-30 / Су-32 / Су-33 / Су-34 / Су-35 | Упоредне карактеристике фамилије авиона Су-27 / Су-30 / Су-32 / Су-33 / Су-34 / Су-35 | Упоредне карактеристике фамилије авиона Су-27 / Су-30 / Су-32 / Су-33 / Су-34 / Су-35 | Упоредне карактеристике фамилије авиона Су-27 / Су-30 / Су-32 / Су-33 / Су-34 / Су-35 | Упоредне карактеристике фамилије авиона Су-27 / Су-30 / Су-32 / Су-33 / Су-34 / Су-35 | Упоредне карактеристике фамилије авиона Су-27 / Су-30 / Су-32 / Су-33 / Су-34 / Су-35 | Упоредне карактеристике фамилије авиона Су-27 / Су-30 / Су-32 / Су-33 / Су-34 / Су-35 |
| Назив                                                                                         | Назив                                                                                         | Су-27С Су-27П | Су-27УБ | Су-27СК | Су-27СКМ | Су-30 (Су-27ПУ) | Су-27КН | Су-33 (Су-27К) | Су-35 (Су-27М) | Су-34 (Су-32) | Су-30МКИ | Су-30МКК | Су-30МК2 | Су-35 (Су-27БМ) |
| --------------------------------------------------------------------------------------------- | --------------------------------------------------------------------------------------------- | --- | --- | --- | --- | --- | --- | --- | --- | --- | --- | --- | --- | --- |
| Мотор (2x)                                                                                    | Мотор (2x)                                                                                    | АЛ-31Ф | АЛ-31Ф | АЛ-31Ф | АЛ-31Ф | АЛ-31Ф | АЛ-31Ф | АЛ-31Ф3 | АЛ-31ФМ | АЛ-31Ф | АЛ-31ФП | АЛ-31Ф | АЛ-31Ф | АЛ-41Ф |
| Потисак kN                                                                                    | СДС                                                                                           | 122,58 | 122,58 | 122,58 | 122,58 | 122,58 | 122,58 | 125,5 | 142 | 122,58 | 130 | 122,58 | 122,58 | 142,2 |
| Потисак kN                                                                                    | БДС                                                                                           | 76,2 | 76,2 | 76,2 | 76,2 | 76,2 | 76,2 | — | — | 76,2 | — | 76,2 | 76,2 | 88,4 |
| Дужина m                                                                                      | Дужина m                                                                                      | 21,935 | 21,935 | 21,935 | 21,935 | 21,935 | 21,935 | 21,185 | 22,18 | 23,34 | 21,935 | 21,935 | 21,935 | 21,9 |
| Распон крила m                                                                                | Распон крила m                                                                                | 14,7 | 14,7 | 14,7 | 14,7 | 14,7 | 14,7 | 14,7 | 14,7 | 14,7 | 14,7 | 14,7 | 14,7 | 14,7 |
| Висина m                                                                                      | Висина m                                                                                      | 5,932 | 6,357 | 5,932 | 5,932 | 6,357 | 6,357 | 5,72 | 6,43 | 6,36 / 6,09 | 6,357 | 6,43 | 6,43 | 5,9 |
| Маса kg                                                                                       | празног                                                                                       | 16.300 | 17.500 | 16.870 | — | 17.700 | — | — | 18.400 | 22.500 | 18.400 | — | — | — |
| Маса kg                                                                                       | нормална                                                                                      | 23.000 | 24.000 | 23.430 | 24.000 | — | 24.780 | 25.000 | 25.700 | 38.240 | 25.700 | 24.900 | — | 25.300 n |
| Маса kg                                                                                       | максимум                                                                                      | 28.000 | 30.500 | 30.450 | 33.000 | 30.450 | 33.000 | 33.000 | 34.000 | 44.360 | 34.000 | 34.500 38.800 | 34.500 38.000 | 34.500 |
| Унутрашње гориво kg                                                                           | Унутрашње гориво kg                                                                           | 9.400 | 9.400 | 9.400 | 9.400 | 9.400 | 9.400 | 9.500 | 10.250 | 12.100 | 10.000 | 9.640 | 9.720 | 11.500 |
| Max брзина km/h                                                                               | Hopt m                                                                                        | 2.500 | 2.125 | 2.500 | — | 2.125 | — | 2.300 | 2.500 | 1.900 | 2.125 | 2.120 | 2.100 | 2.400 |
| Max брзина km/h                                                                               | H = 0 m                                                                                       | 1.400 | 1.400 | 1.400 | 1.400 | 1.400 | — | 1.300 | 1.400 | 1.400 | 1.400 | 1.350 | 1.400 | 1.400 |
| Max брз. пењања m/s                                                                           | Max брз. пењања m/s                                                                           | — | — | 330 | — | — | — | — | — | — | — | — | — | >280 h |
| Плафон лета m                                                                                 | Плафон лета m                                                                                 | 18.500 | 17.500 | 18.500 | 17.750 | 17.500 | — | 17.000 | 18.000 | 15.000 | 17.300 | 17.300 | 17.300 | 18.000 |
| Max фактор оптер. n                                                                           | Max фактор оптер. n                                                                           | 9 | 9 | 9 | 9 | 9 | 8 | 8 | 9 | 7/9 | 9 | 9 | 9 | 9 |
| Долет km                                                                                      | на висини                                                                                     | 3.900 | 3.000 | 3.680 | 3.530 | 3.000 | 3.000 | 3.000 | 3.200 | 4.000 | 3.000 | 3.000 | 3.000 | 3.000 |
| Долет km                                                                                      | ниво мора                                                                                     | 1.400 | 1.300 | 1,370 | — | 1.300 | — | 1.000 | 1.450 | — | 1.300 | 1.300 | 1.300 | 1.580 |
| Долет km                                                                                      | прелет                                                                                        | — | — | — | — | — | — | — | — | — | — | — | — | 4.500t |
| Долет km                                                                                      | по IFR                                                                                        | — | — | — | — | 5.200 | 5.200 | — | 6.500 | 7.000 | 5.200 | 5.200 | 5.600 | — |
| Полетање m                                                                                    | Полетање m                                                                                    | 650 | 750 | 450 | 450 | 750 | — | 105 r | 750 | 1.260 | 550 | 550 | 550 | 400-450 |
| Слетање m                                                                                     | Слетање m                                                                                     | 620 | 650 | 620 | 700 | 650 | — | 90 a | 600 | 950 | 650 | 750 | 750 c | 650 c |
| Напомене                                                                                      | Напомене                                                                                      | \| * – основа Су-27П/Су-27С a – хватан при слетању c – са кочним падобраном h– на висини 1.000 m \| * – основа Су-27П/Су-27С a – хватан при слетању c – са кочним падобраном h– на висини 1.000 m \| n – са 2x РВВ-АЕ + 2x Р-73Е r – полетање са носеће рампе t – са 2x ПТТ-2000 спољна резервоара \| | \| * – основа Су-27П/Су-27С a – хватан при слетању c – са кочним падобраном h– на висини 1.000 m \| * – основа Су-27П/Су-27С a – хватан при слетању c – са кочним падобраном h– на висини 1.000 m \| n – са 2x РВВ-АЕ + 2x Р-73Е r – полетање са носеће рампе t – са 2x ПТТ-2000 спољна резервоара \| | \| * – основа Су-27П/Су-27С a – хватан при слетању c – са кочним падобраном h– на висини 1.000 m \| * – основа Су-27П/Су-27С a – хватан при слетању c – са кочним падобраном h– на висини 1.000 m \| n – са 2x РВВ-АЕ + 2x Р-73Е r – полетање са носеће рампе t – са 2x ПТТ-2000 спољна резервоара \| | \| * – основа Су-27П/Су-27С a – хватан при слетању c – са кочним падобраном h– на висини 1.000 m \| * – основа Су-27П/Су-27С a – хватан при слетању c – са кочним падобраном h– на висини 1.000 m \| n – са 2x РВВ-АЕ + 2x Р-73Е r – полетање са носеће рампе t – са 2x ПТТ-2000 спољна резервоара \| | \| * – основа Су-27П/Су-27С a – хватан при слетању c – са кочним падобраном h– на висини 1.000 m \| * – основа Су-27П/Су-27С a – хватан при слетању c – са кочним падобраном h– на висини 1.000 m \| n – са 2x РВВ-АЕ + 2x Р-73Е r – полетање са носеће рампе t – са 2x ПТТ-2000 спољна резервоара \| | \| * – основа Су-27П/Су-27С a – хватан при слетању c – са кочним падобраном h– на висини 1.000 m \| * – основа Су-27П/Су-27С a – хватан при слетању c – са кочним падобраном h– на висини 1.000 m \| n – са 2x РВВ-АЕ + 2x Р-73Е r – полетање са носеће рампе t – са 2x ПТТ-2000 спољна резервоара \| | \| * – основа Су-27П/Су-27С a – хватан при слетању c – са кочним падобраном h– на висини 1.000 m \| * – основа Су-27П/Су-27С a – хватан при слетању c – са кочним падобраном h– на висини 1.000 m \| n – са 2x РВВ-АЕ + 2x Р-73Е r – полетање са носеће рампе t – са 2x ПТТ-2000 спољна резервоара \| | \| * – основа Су-27П/Су-27С a – хватан при слетању c – са кочним падобраном h– на висини 1.000 m \| * – основа Су-27П/Су-27С a – хватан при слетању c – са кочним падобраном h– на висини 1.000 m \| n – са 2x РВВ-АЕ + 2x Р-73Е r – полетање са носеће рампе t – са 2x ПТТ-2000 спољна резервоара \| | \| * – основа Су-27П/Су-27С a – хватан при слетању c – са кочним падобраном h– на висини 1.000 m \| * – основа Су-27П/Су-27С a – хватан при слетању c – са кочним падобраном h– на висини 1.000 m \| n – са 2x РВВ-АЕ + 2x Р-73Е r – полетање са носеће рампе t – са 2x ПТТ-2000 спољна резервоара \| | \| * – основа Су-27П/Су-27С a – хватан при слетању c – са кочним падобраном h– на висини 1.000 m \| * – основа Су-27П/Су-27С a – хватан при слетању c – са кочним падобраном h– на висини 1.000 m \| n – са 2x РВВ-АЕ + 2x Р-73Е r – полетање са носеће рампе t – са 2x ПТТ-2000 спољна резервоара \| | \| * – основа Су-27П/Су-27С a – хватан при слетању c – са кочним падобраном h– на висини 1.000 m \| * – основа Су-27П/Су-27С a – хватан при слетању c – са кочним падобраном h– на висини 1.000 m \| n – са 2x РВВ-АЕ + 2x Р-73Е r – полетање са носеће рампе t – са 2x ПТТ-2000 спољна резервоара \| | \| * – основа Су-27П/Су-27С a – хватан при слетању c – са кочним падобраном h– на висини 1.000 m \| * – основа Су-27П/Су-27С a – хватан при слетању c – са кочним падобраном h– на висини 1.000 m \| n – са 2x РВВ-АЕ + 2x Р-73Е r – полетање са носеће рампе t – са 2x ПТТ-2000 спољна резервоара \| | \| * – основа Су-27П/Су-27С a – хватан при слетању c – са кочним падобраном h– на висини 1.000 m \| * – основа Су-27П/Су-27С a – хватан при слетању c – са кочним падобраном h– на висини 1.000 m \| n – са 2x РВВ-АЕ + 2x Р-73Е r – полетање са носеће рампе t – са 2x ПТТ-2000 спољна резервоара \| |
| * – основа Су-27П/Су-27С a – хватан при слетању c – са кочним падобраном h– на висини 1.000 m | * – основа Су-27П/Су-27С a – хватан при слетању c – са кочним падобраном h– на висини 1.000 m | n – са 2x РВВ-АЕ + 2x Р-73Е r – полетање са носеће рампе t – са 2x ПТТ-2000 спољна резервоара | | | | | | | | | | | | |

## Галерија
- Авиони Су-30 у групном лету
- Авион Су-30 лет на аеро изложби